# 45 Minutes from Broadway
45 Minutes from Broadway è un film muto del 1920 diretto da Joseph De Grasse. La sceneggiatura di Isabel Johnston e Bernard McConville si basa su Forty Five Minutes from Broadway, commedia musicale di George M. Cohan andata in scena a New York il 1º gennaio 1906. Prodotto dalla Charles Ray Productions e dalla Arthur S. Kane Pictures Corporation, il film aveva come interpreti Charles Ray, Dorothy Devore, Donald MacDonald, Harry Myers, Hazel Howell, Eugenie Besserer.

## Trama
Il pugile Kid Burns, dopo avere saputo che il suo vecchio amico Tom Bennett ha ereditato una fortuna dal ricco zio Castleton, parte per New Rochelle per congratularsi con lui. Quando arriva, Kid incontra Mary, la cameriera, e i due si innamorano. Tom gli confessa di essersi innamorato di Flora Dora Dean, una ex ballerina, che vive con la madre. Ma quando Kid conosce le due donne, sospetta che in realtà siano a caccia dei soldi dell'amico. Preoccupato, mette sull'avviso Tom ma quest'ultimo non la prende bene: infuriato, lo scaccia da casa. Più tardi, quella sera, Kid vede confermati i suoi sospetti quando sorprende la madre di Flora insieme a Cronin, il tutore di Mary, che cercano di rubare dalla cassaforte. I due lestofanti vengono arrestati e Kid trova una copia del testamento di Castleton che nomina come sua erede proprio Mary. Kid, ritenendosi indegno di sposare un'ereditiera, presenta il documento alla ragazza, deciso a tirarsi indietro. Ma lei, scegliendo l'amore invece che il denaro, strappa il testamento.

## Produzione
Il film fu prodotto dalla Arthur S. Kane Pictures Corporation e dalla Charles Ray Productions. Fu la prima produzione indipendente per l'attore Charles Ray. Alcune scene del film furono girate a Del Monte, in California.

## Distribuzione
Il copyright del film, richiesto da Charles E. Ray, Jr., fu registrato il 22 novembre 1921 con il numero LP17226.

Distribuito dalla Associated First National Pictures, il film uscì nelle sale statunitensi il 30 agosto 1920; in Danimarca, il 19 aprile 1921 come 45 Minutter fra Broadway. La Superfilm lo distribuì in Francia il 1º agosto 1924 con il titolo Les Surprises d'un héritage.
Non si conoscono copie ancora esistenti della pellicola che viene considerata presumibilmente perduta.